# Валлин, Харальд
Юхан Харальд Альфред Валлин (швед. Johan Harald Alfred Wallin; 27 февраля 1887, Гётеборг — 16 июня 1946, Гётеборг) — шведский яхтсмен, чемпион и серебряный призёр летних Олимпийских игр.
На Играх 1908 в Лондоне соревновался в классе 8 метров. Его команда стала в итоге второй, выиграв одну гонку.
На следующей Олимпиаде 1912 в Стокгольме соревновался в классе 10 метров и, выиграв обе гонки, его экипаж выиграл золотые медали.